# Saison 11 des Experts
Chronologie
Saison 10 Saison 12
Cet article présente le guide des épisodes de la saison 11 de la série télévisée Les Experts (CSI: Crime Scene Investigation).

## Distribution de la saison

### Acteurs principaux
- Laurence Fishburne (VF : Paul Borne) : Dr Raymond Langston
- Marg Helgenberger (VF : Emmanuelle Bondeville) : Catherine Willows
- George Eads (VF : Denis Laustriat) : Nick Stokes
- Paul Guilfoyle (VF : François Dunoyer) : Jim Brass
- Jorja Fox (VF : Laurence Dourlens) : Sara Sidle
- Eric Szmanda (VF : Benjamin Boyer) : Greg Sanders
- Robert David Hall (VF : Pascal Casanova) : Albert Robbins
- David Berman (VF : Jérémy Prévost) : David Phillips
- Wallace Langham (VF : Jérémy Prévost) : David Hodges

### Invités
- Justin Bieber : Jason McCann[1] (épisodes 1 et 15)
- Liz Vassey (VF : Nathalie Bienaimé) : Wendy Simms[2] (épisode 2)
- Method Man : Drops (épisode 2)
- Holly Madison : La fille blonde (épisode 2)
- Elliott Gould : Earnest Boozell (épisode 2)
- Sasha Roiz : Danny Macklin (épisode 2)
- Laura Breckenridge : Julie Crenshaw (épisode 3)
- Ann-Margret : Margot Wilton (épisode 4)
- Katee Sackhoff : Détective Frankie Reed[3] (épisodes 6, 8 et 14)
- Megan Ward : Lisa Adams (épisode 8)
- William Petersen (VF : Stéfan Godin) : Gil Grissom[4] (épisode 13)
- Annie Wersching : Prescilla Scott (épisode 5)
- Jonathan Chase : Jeff Blakely (épisode 11)
- Angela Bettis : Rosalind Johnson (épisode 8)
- Leonard Roberts : Kyle Decker (épisode 9)
- Leisha Hailey : Dana Carlston (épisode 9)
- Jason Butler Harner : Daniel Moore (épisode 10)
- Amy Acker : Sandy Colfax (épisode 11)
- Kevin Weisman : Craig Higgins (épisode 11)
- Trevor Donovan : Spartman (épisode 11)
- Dita von Teese : Ellen Whitebridge et Agnès LaPlouffe (épisode 12)
- Marlee Matlin : Julia Holden (épisode 13)
- Tracee Ellis Ross : Gloria Parkes (épisode 14, 20, 21 et 22)
- Dean Norris : Phil Baker (épisode 14, 20 et 21)
- Madison Davenport : Camryn Pose (épisode 14)
- Christina Milian : Sydney Preston (épisode 14)
- Joshua Dallas : Kip Woodman (épisode 15)
- Megan Gallagher : Juge Francine Granston (épisode 15)
- Amanda Wyss : Tina Vincent (épisode 15 et 20)
- Keegan Allen : Max Ferris (épisode 16)
- Christoph Sanders : Kurt Dawson (épisode 16)
- Dina Meyer : Anne-Marie Tolsom (épisode 17)
- Scott Haze : un skin head (épisode 17)
- Kaitlin Doubleday : Evan Ferrarri (épisode 18)
- Jay Karnes : Détective Schultz (épisode 22)
- Elisabeth Harnois : Morgan Brody (épisode 21 et 22)

## Diffusions
Programmée à 21 h les jeudis soirs aux États-Unis, le réseau CTV au Canada a programmé la série à 19 h, priorisant un simultané de Grey's Anatomy à 21 h, sauf les semaines où cette série n'était pas à l'horaire. À partir de février 2011, certains épisodes jugés trop violents pour une diffusion à 19 h, dont le 15e épisode avec invité vedette Justin Bieber, ont été diffusés en simultané sur /A\.

## Épisodes

### Épisode 230:Tic-tac...
- États-Unis : 23 septembre 2010[7]
- Suisse : 6 mars 2011 sur TSR1
- Belgique : 6 mars 2011 sur RTL TVI
- Québec : 2 septembre 2011 sur Séries+
- France : 7 mars 2012 sur TF1[8]

- États-Unis : 14,69 millions de téléspectateurs[9] (première diffusion)
- Canada : 1,863 million de téléspectateurs[10]
- France : 7,22 millions de téléspectateurs[11] (première diffusion)

- Marc Vann (Conrad Ecklie)
- Alex Carter (Détective Vartann)
- Justin Bieber (Jason McCann)
- Bill Irwin (Nathan Haskell)
- Sienna Guillory (Kacey Monahan)
- Pete Gardner (Dr Scott)
- Paris Tanaka (Doctor #1)
- Jeffrey D. Stevens (Paramedic)
- Larry Mitchell (Officer Mitchell)
- Larry Sullivan (Officer Akers)
- Jude Ciccolella (Dr Huxbee)
- Lindsay Pulsipher (Sally Rand)
- Reggie Vaughn Watkins (Officer Clark)

### Épisode 231:Un monde de requins
- États-Unis : 30 septembre 2010
- Belgique : 6 mars 2011 sur RTL TVI
- Québec : 9 septembre 2011 sur Séries+
- France : 7 mars 2012 sur TF1
- Suisse :

- États-Unis : 13,41 millions de téléspectateurs[12] (première diffusion)
- Canada : 1,479 million de téléspectateurs[13]
- France : 7,22 millions de téléspectateurs[11] (première diffusion)

- Jon Wellner (Henry Andrews)
- Liz Vassey (Wendy Simms)
- Method Man (Drops)
- Holly Madison (Hot Blonde)
- Elliott Gould (Earnest Boozell)
- Michelle Charlene Lee (Desiree McQuire)
- Joseph Patrick Kelly (Office Metcalf)
- Christopher Gartin (Dr Holloway)
- Tyne Stecklein (Day Club Hottie)
- Sasha Roiz (Danny Macklin)
- Alicia Lagano (Anya Sanchez)
- Dwier Brown (Young Sam Braun)
- Tony Daly (Valet)
- Amy Scott (Teen Catherine)
- Larry Mitchell (Officer Mitchell)

### Épisode 232:Noces de sang
- États-Unis : 7 octobre 2010
- Belgique : 4 avril 2011 sur RTL TVI
- Québec : 16 septembre 2011 sur Séries+
- France : 14 mars 2012 sur TF1
- Suisse :

- États-Unis : 12,5 millions de téléspectateurs[14] (première diffusion)
- Canada : 1,567 million de téléspectateurs[15]
- France : 6,3 millions de téléspectateurs[16] (première diffusion)

- Thad Luckinbill (Michael Wilson)
- Michael Graziadei (Kurt Francis)
- Andy Dick (Armory Dealer)
- Alex Carter (Detective Vartann)
- Laura Breckenridge (Julie Crenshaw)
- Maxton Beesley (Thomas Stewart)
- Arjay Smith (Ethan)
- Dawson Zuiker (Dawson)
- Cristen Coppen (Waitress)

### Épisode 233:Je suis personne
- États-Unis : 14 octobre 2010
- Belgique : 11 avril 2011 sur RTL TVI
- Québec : 23 septembre 2011 sur Séries+
- France : 14 mars 2012 sur TF1
- Suisse : 27 mars 2011

- États-Unis : 14,45 millions de téléspectateurs[17] (première diffusion)
- Canada : 1,546 million de téléspectateurs[18]
- France : 7,21 millions de téléspectateurs[16] (première diffusion)

- Ann-Margret (Margot Wilton)
- Oscar B. Goodman (lui-même)
- Larry Sullivan (Officer Akers)
- Larry Mitchell (Officer Mitchell)
- Daniel Browning Smith (Sqweegel)
- David Julian Hirsh (Jason Jones)
- Laurie Fortier (Carrie Jones)
- Emily Skinner (Alise Jones)
- Mitchell Fink (Ryan Fink)
- Kris Lemche (Joey)
- Anne Leighton (Younger Margot)
- Bryce Robinson (Robbie Wilton)
- Jaime Alvarez (Car Wash Valet)

### Épisode 234:Capharnaüm
- États-Unis : 21 octobre 2010
- Belgique : 18 avril 2011 sur RTL TVI
- Québec : 30 septembre 2011 sur Séries+
- France : 21 mars 2012 sur TF1
- Suisse :

- États-Unis : 14,96 millions de téléspectateurs[19] (première diffusion)
- Canada : 1,468 million de téléspectateurs[20]
- France : 5,9 millions de téléspectateurs[21] (première diffusion)

- Jon Wellner (Henry Andrews)
- Bertila Damas (Marta Santiago)
- Ramon De Ocampo (Julian Santiago)
- Annie Wersching (Dr Priscilla Prescott)
- Georgie Flores (Alicia Santiago)
- Larry Mitchell (Officer Mitchell)
- Larry Sullivan (Officer Akers)

### Épisode 235:Les Disparues
- États-Unis : 28 octobre 2010
- Belgique : 2 mai 2011 sur RTL TVI
- Québec : 7 octobre 2011 sur Séries+
- France : 21 mars 2012 sur TF1

- États-Unis : 14,27 millions de téléspectateurs[22] (première diffusion)
- Canada : 1,818 million de téléspectateurs[23]
- France : 6,8 millions de téléspectateurs[21] (première diffusion)

- Katee Sackhoff (Détective Frankie Reed)
- Jon Wellner (Henry Andrews)
- Jessica Hecht (Carly Beck)
- William R. Moses (Phil Kohner)
- Michael Bowen (Jason Richter)
- Nora Kirkpatrick (Jane Lewis)
- James Immekus (Travis Kilborn)
- Nate Hartley (Brian Lister)
- Marta Martin (Sharon Kohler)
- Brett Tucker (Kyle Adams)
- Larry Mitchell (Officer Mitchell)

### Épisode 236:Vols d'identités
- États-Unis : 4 novembre 2010
- Belgique : 20 juin 2011 sur RTL TVI
- Québec : 21 octobre 2011 sur Séries+
- France : 4 avril 2012 sur TF1

- États-Unis : 13,96 millions de téléspectateurs[24] (première diffusion)
- Canada : 1,316 million de téléspectateurs[25]
- France : 7,29 millions de téléspectateurs[26] (première diffusion)

- Archie Kao (Archie Johnson)
- Larry Mitchell (Officer Mitchell)
- Norbert Leo Butz (Larry Lamotte)
- Brian Markinson (Julius Kaplan)
- Karl Herlinger (Lee Deveries)
- Ginifer King (Elaine)
- John Griffin (Shredder Guy)
- Matt Mulhern (Plant Manager)
- Russell Towne (Driver)
- Andrew J. West (Pitchman Larry)

### Épisode 237:Eau de mort
- États-Unis : 11 novembre 2010
- Québec : 28 octobre 2011 sur Séries+
- France : 4 avril 2012 sur TF1
- Belgique :

- États-Unis : 12,99 millions de téléspectateurs[27] (première diffusion)
- Canada : 1,457 million de téléspectateurs[28]
- France : 6,7 millions de téléspectateurs[26] (première diffusion)

- Katee Sackhoff (Détective Frankie Reed)
- Christopher Goodman (Richard Adams)
- Megan Ward (Lisa Adams)
- Marc Vann (Conrad Ecklie)
- Archie Kao (Archie Johnson)
- Christina Masterson (Lexie)
- Colby Paul (Scott)
- Matthew Atkinson (Barry)
- Angela Bettis (Rosalind Johnson)
- Henry G. Sanders (Bill Gibson)
- Kevin Will (Foreman)
- Richard Roberts (Cody Trimble)
- David Courvoisier (lui-même)
- Willis Burks II (Bill Gibson)

### Épisode 238:Nuit d'ivresse
- États-Unis : 18 novembre 2010
- Québec : 4 novembre 2011 sur Séries+
- France : 11 avril 2012 sur TF1

- États-Unis : 14,15 millions de téléspectateurs[29] (première diffusion)
- Canada : 1,703 million de téléspectateurs[30]
- France : 7,66 millions de téléspectateurs

- Alex Carter (Détective Vartann)
- Brian D. Johnson (Brad Malone)
- Damon Herriman (Dwayne Simpson)
- Leonard Roberts (Kyle Decker)
- Jennifer Aspen (Stacy Cano)
- Leisha Hailey (Dana Carlston)
- Briana Lane (Maddie)
- Susan Park (Paige)
- Lauren Gottlieb (Suzanne)

### Épisode 239:L'Ennemi intime
- États-Unis : 9 décembre 2010
- Québec : 11 novembre 2011 sur Séries+
- France : 25 avril 2012 sur TF1

- États-Unis : 13,17 millions de téléspectateurs[31] (première diffusion)
- Canada : 2,673 millions de téléspectateurs[32]
- France : 6,684 millions de téléspectateurs

- Archie Kao (Archie Johnson)
- Jon Wellner (Henry Andrews)
- Larry Mitchell (Officer Mitchell)
- Larry Sullivan (Officer Akers)
- James Wellington (Mean Customer)
- Carlson Young (Checker)
- Nicole Cannon (Christine Moore)
- Leela Newton (Holly Moore)
- Jason Butler Harner (Daniel Moore)
- Bodhi Elfman (Rylan Gauss)
- Patrick Stafford (Trent Moore)
- Sandra Cevallos-Campanella (Hispanic Woman)

### Épisode 240:Pari perdant
- États-Unis : 6 janvier 2011
- Québec : 18 novembre 2011 sur Séries+
- France : 11 avril 2012 sur TF1

- États-Unis : 14,22 millions de téléspectateurs[33] (première diffusion)
- Canada : 1,695 million de téléspectateurs[34]
- France : 6,67 millions de téléspectateurs

- Archie Kao (Archie Johnson)
- Alex Carter (Détective Vartann)
- Sheeri Rappaport (Mandy Webster)
- Carrot Top (lui-même)
- Rich Somer (Scott Horan)
- James Snyder (Hunter Ahearn)
- Jonathan Chase (Jeff Blakely)
- Kevin Weisman (Craig Higgins)
- Amy Acker (Sandy Colfax)
- Blake Gibbons (Doyle Mars)
- Scott Anthony Leet (Denny Mars)
- Matthew Yuan (Heavy Set Lookiloo)
- Trevor Donovan (Spartan)
- Lili Mirojnick (Amber Rowe)
- Scott Peat (Head of Security)

### Épisode 241:Un baiser avant de mourir
- États-Unis : 20 janvier 2011
- Québec : 25 novembre 2011 sur Séries+
- France : 23 mai 2012 sur TF1

- États-Unis : 14,34 millions de téléspectateurs[35] (première diffusion)
- Canada : 1,89 million de téléspectateurs[36]

- Archie Kao (Archie Johnson)
- Jon Wellner (Henry Andrews)
- Dita von Teese (Ellen Whitebridge / Agnes La Plouffe)
- Andrew Howard (Johannes Desmoot)
- Jefferey D. Stevens (Paramedic)
- Jim Pirri (en) (Roderick Hammerbacher)
- Michael Adam Hamilton (Boris Kuchko)
- Kathleen M. Darcy (Nice Lady on Tour)
- Charles Hutchins (Elderly Man on Tour)
- Steven J. Oliver (Bartender)
- Tim Aslin (Young Uni)

### Épisode 242:Les Deux Mme Grissom
- États-Unis : 3 février 2011
- Québec : 2 décembre 2011 sur Séries+
- France : 9 mai 2012 sur TF1

- États-Unis : 13,98 millions de téléspectateurs[37] (première diffusion)
- Canada : 1,616 million de téléspectateurs[38]

- Archie Kao (Archie Johnson)
- Marlee Matlin (Julia Holden)
- Phyllis Frelich (Mrs. Betty Grissom)
- Matthew Jaeger (Dennis Palmer)
- Sean McGowan (Sean Wyatt)
- Anthony Natale (Dr Lambert)
- Bill Pugin (Male Police Interpreter)
- Tyrone Giordano (Michael Bowman)
- Adrienne Sherwood (Female Police Interpreter)
- William Petersen (Gil Grissom, non crédité au générique)

### Épisode 243:Et tu mordras la poussière
- États-Unis : 10 février 2011
- Québec : 9 décembre 2011 sur Séries+
- France : 9 mai 2012 sur TF1

- États-Unis : 12,64 millions de téléspectateurs[39] (première diffusion)

- Tracee Ellis Ross (Gloria Parkes)
- Peter Smith (Ronald Pose)
- Dean Norris (Phil Baker)
- Madison Davenport (Camryn Pose)
- Christina Milian (Sydney Preston)
- Sean O'Bryan (Reverend Rebetti)
- Tamara Camille Fernandez (Lanetta)
- Loren Michelle Weis (Darla)
- Ian Reed Kesler (Vince Trufant)
- Rachael Markarian (Dancer #1)
- Katrina Norman (Dancer #2)
- Kherington Payne (Dancer #3)
- Brittany Perry-Russell (Dancer #4)
- Krystal Ellsworth (Dancer #5)
- Nikki Tuazon (Dancer #6)
- Shelby Rabara (Dancer #7)
- Chi Lopes (Dancer #8)
- Carly Anderson (Dancer #9)

### Épisode 244:Ennemis pour la vie
- États-Unis /  Canada : 17 février 2011 sur CBS / /A\
- Québec : 16 décembre 2011 sur Séries+
- France : 16 mai 2012 sur TF1

- États-Unis : 13,29 millions de téléspectateurs[40] (première diffusion)

- Alex Carter (Détective Vartann)
- Bill Irwin (Nathan Haskell)
- Justin Bieber (Jason McCann)
- Jude Ciccolella (Dr Huxbee)
- Josh Dallas (Kip Woodman)
- Larry Poindexter (D.A. Claude Melvoy)
- Megan Gallagher (Juge Francis Granston)
- Robert Pine (Dr Corey)
- Kate Blumberg (Vivian Tinsdale)
- Derek Ray (Lead Fireman)
- Falk Hentschel (Timothy Johnson)
- Ambrit Millhouse (Jury Foreperson)
- Jason Sweat (Bailiff)
- Gabriel Salvador (Officer Casey)
- Amanda Wyss (Tina)
- Annie Little (Robin)

### Épisode 245:La Nuit des morts vivants
- États-Unis : 24 février 2011
- Québec : 23 décembre 2011 sur Séries+
- France : 16 mai 2012 sur TF1

- États-Unis : 12,41 millions de téléspectateurs[41] (première diffusion)
- Canada : 1,866 million de téléspectateurs[42]

- Archie Kao (Archie Johnson)
- Jon Wellner (Henry Andrews)
- Larry Mitchell (Officer Mitchell)
- Joseph Patrick Kelly (Officer Metcalf)
- Jon Farless (Tourist Husband)
- Rebecca Field (Lisa Calgrove)
- Keegan Allen (Max Ferris)
- Christoph Sanders (Kurt Dawson)
- Howard Hesseman (Dr Aden)
- Joe Hursley (Junkie)
- Camille Chen (Alice Sato)
- Randall Park (Scott Sato)
- Elizabeth Sung (Cynthia Sato)
- Paula Francis (elle-même)

### Épisode 246:Mon mari, mes amants
- États-Unis : 10 mars 2011
- Québec : 30 décembre 2011 sur Séries+
- France : 23 mai 2012 sur TF1

- États-Unis : 13,39 millions de téléspectateurs[43] (première diffusion)
- Canada : 2,269 millions de téléspectateurs[44]

- Marc Vann (Conrad Ecklie)
- Alex Carter (Détective Vartann)
- Louis Herthum (Détective Lucas Martin)
- Melinda Page Hamilton (Jody Cambry)
- Rey Gallegos (Carlos Salavar)
- Dina Meyer (Anne-Marie Tolsom)
- Luis Jose Lopez (Tomas Molinez)
- Bryan Friday (Vance Tolsom)
- Hector Atreyu Ruiz (Jose Casita)
- Scott Haze (Aryan Skin Head)
- Max Martini (Jarrod Malone)
- John L. Curtis (Canine Officer)
- Chris Ellis (Warden Clinton Malton)

### Épisode 247:Quarté gagnant
- États-Unis :  31 mars 2011
- Québec : 7 janvier 2012 sur Séries+
- France : 6 juin 2012 sur TF1

- États-Unis : 12,76 millions de téléspectateurs[45] (première diffusion)

- Jon Wellner (Henry Andrews)
- Travis Aaron Wade (Kevin Tilsdale)
- Ramsey Moore (Steven Pyles)
- Victor Browne (Benjamin Fowler)
- Nathalie Kelley (DJ Drang / Monica Gimbell)
- Kaitlin Doubleday (Evan Ferrarri)
- Nicholas Braun (Neal Monroe)
- Ali Hillis (Olivia Fowler)
- Sal Landi (Carl Jansen)

### Épisode 248:La Vraie nature
- États-Unis : 7 avril 2011
- Québec : 13 janvier 2012 sur Séries+
- France : 6 juin 2012 sur TF1

- États-Unis : 13,06 millions de téléspectateurs[46] (première diffusion)
- Canada : 2,223 millions de téléspectateurs[47]

- Archie Kao (Archie Johnson)
- Marc Vann (Conrad Ecklie)
- Melinda Clarke (Lady Heather/Dr Kessler)

### Épisode 249:Jouer au chat et à la souris
- États-Unis : 28 avril 2011
- Québec : 20 janvier 2012 sur Séries+
- France : 20 juin 2012 sur TF1

- États-Unis : 10,84 millions de téléspectateurs[48] (première diffusion)

- Archie Kao (Archie Johnson)
- Jon Wellner (Henry Andrews)
- Bill Irwin (Nathan Haskell)
- Larry Sullivan (Officer Akers)
- Bruce Davison (Avery Tinsdale)
- Roxanne Hart (Jean Tinsdale)
- Louise Lombard (Dep. Chief Sofia Curtis)
- Tawny Kitaen (Lydia Kole)
- Tony Bozeman (Attorney Brad Lewis)
- Kate Blumberg (Vivian Tinsdale)
- Raymond J. Barry (Farmer Arvin Thorpe)
- Shy Pilgreen (Nurse Teagan)
- Shelli Bergh (Officer Shelley)
- Amanda Wyss (Tina Vincent)
- Tracee Ellis Ross (Gloria Parkes)
- Dean Norris (Phil Baker)

### Épisode 250:On n'oublie jamais sa1refois
- États-Unis : 5 mai 2011
- Québec : 27 janvier 2012 sur Séries+
- France : 20 juin 2012 sur TF1

- États-Unis : 10,67 millions de téléspectateurs[49] (première diffusion)
- Canada : 1,4 million de téléspectateurs[50]

- Bill Irwin (Nathan Haskell)
- Elisabeth Harnois (Morgan Brody)
- Amanda Wyss (Tina Vincent)
- Danny Nucci (Det. Daniel Sosa)
- Raymond J. Barry (Arvin Thorpe)
- Tracee Ellis Ross (Gloria Parkes)
- Dean Norris (Phil Baker)
- Michael King (LAPD Officer Blake)
- Max Grodénchik (Pawnbroker)
- Terrence Edwards (LAPD Officer #2)

### Épisode 251:Là où tout a commencé
- États-Unis : 12 mai 2011[51]
- Québec : 3 février 2012 sur Séries+
- France : 20 juin 2012 sur TF1

- États-Unis : 11,77 millions de téléspectateurs[52] (première diffusion)

- Marc Vann (Conrad Ecklie)
- Jon Wellner (Henry Andrews)
- Bill Irwin (Nathan Haskell)
- Tracee Ellis Ross (Gloria Parkes)
- Larry Mitchell (Officer Mitchell)
- Jay Karnes (I.A. Detective Schultz)
- L. Scott Caldwell (Nora Parkes)
- Joseph Patrick Kelly (Officer Metcalf)
- Larry Sullivan (Officer Akers)
- Paris Tanaka (Doctor Tanaka)
- Niko Baur (Warner Thorpe, 8 ans)
- Mason Davis (Warner Thorpe, 16 ans)
- Raymond J. Barry (Arvin Thorpe)